# گدایی، پنجاب
گدایی (به انگلیسی: Gadai) یک روستا در پاکستان است که در ناحیه دیره غازی خان واقع شده‌است. گدایی ۱۱۴ متر بالاتر از سطح دریا واقع شده‌است.